# Bömhécek

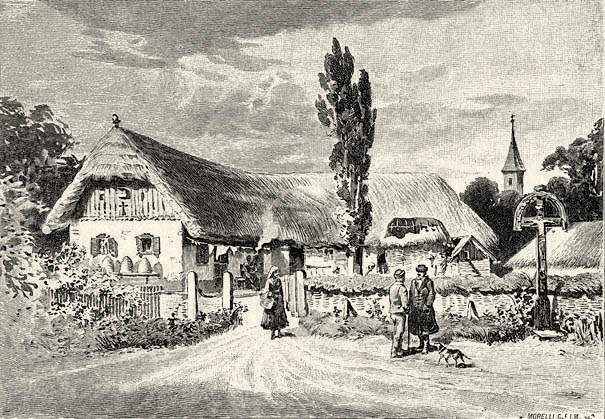
Szlovén házak Bellosics Bálint rajzán a 19. században.

A bömhéc a magyarországi szlovénség egyik magyar elnevezése.
A Magyarországon élő szlovéneket különféle nevekkel illették: tótok, majd vendek. Utóbbi tekintetében vélték a nemzetiség ősét az ókori vandál népben, a két név hasonlósága miatt. Maga a vend népnév a „szláv” jelentésű német wendisch v. windisch alakokból ered.
A bömhéc név csak a magyarországi szlovének egy részére vonatkozik: az istvánfalvi (ma Apátistvánfalva) és nagy-dolinczi (ma Dolenci, Szlovénia) szlovénekre használták, mert a magyarországi szlovének jellegzetes dialektusa a vend nyelvjárás ü és ö betűket használ (valószínűleg alnémet hatásra utal), és az e falvakban beszélt dialektusban található a legtöbb ü, ö hangzó. A név könnyen lehet, hogy a horvát bohnjec szóból származik, amivel a horvátok a magyarországi szlovéneket illették.
A szlovének magukat sem vendeknek, sem tótoknak sem bömhéceknek nem nevezték, csak magyar késztetésre terjedt el körükben főleg a 20. század elején a „vend” önmeghatározás.
A bömhéc népnév a hivatalos dokumentumokból a 20. század során teljesen kiveszett. A Muratájon azonban ma is élnek Bömhécz családnevű emberek, s a Péterhegy (Gornji Petrovci) vidéki vend dialektust bomečko podnarečjének, azaz bömhéc nyelvjárásnak nevezik a szlovének.